# Великополье (Советский район)
Великополье (мар. Кугунур) — деревня в Советском районе Республики Марий Эл. Входит в состав Ронгинского сельского поселения.

## География
Находится в центральной части республики Марий Эл на расстоянии приблизительно 8 км по прямой на юг от районного центра посёлка Советский.

## История
Известна с 1865 года как деревня, где насчитывался 41 двор и 281 житель. В 1924 году здесь было 78 дворов, 368 человек, из них 386 мари, 43 русских. В 1939 году было 86 дворов, проживали 394 жителя. В советское время работали колхозы «Пашазе» и «Вперёд».

## Население
Население составляло 311 человек (мари 99 %) в 2002 году, 307 в 2010.